# چامس
چامس (انگلیسی: Chaams؛ زادهٔ ۱۷ ژوئیهٔ ۱۹۷۰) بازیگر اهل هند است. وی از سال ۱۹۹۸ میلادی تاکنون مشغول فعالیت بوده‌است.
از فیلم‌ها یا مجموعه‌های تلویزیونی که وی در آن‌ها نقش داشته‌است، می‌توان به راوانا، روبات، کانچانا ۲، سینگام ۳، شش، پسر تامیلی دوست‌داشتنی، ساچین، مسیر شاه، مرد خوش‌تیپ، جنگل‌های بی‌خوابی، نیزه، تسلیم نشوید، زمین و ۴۹-۰ اشاره نمود.